# Hermann Loew

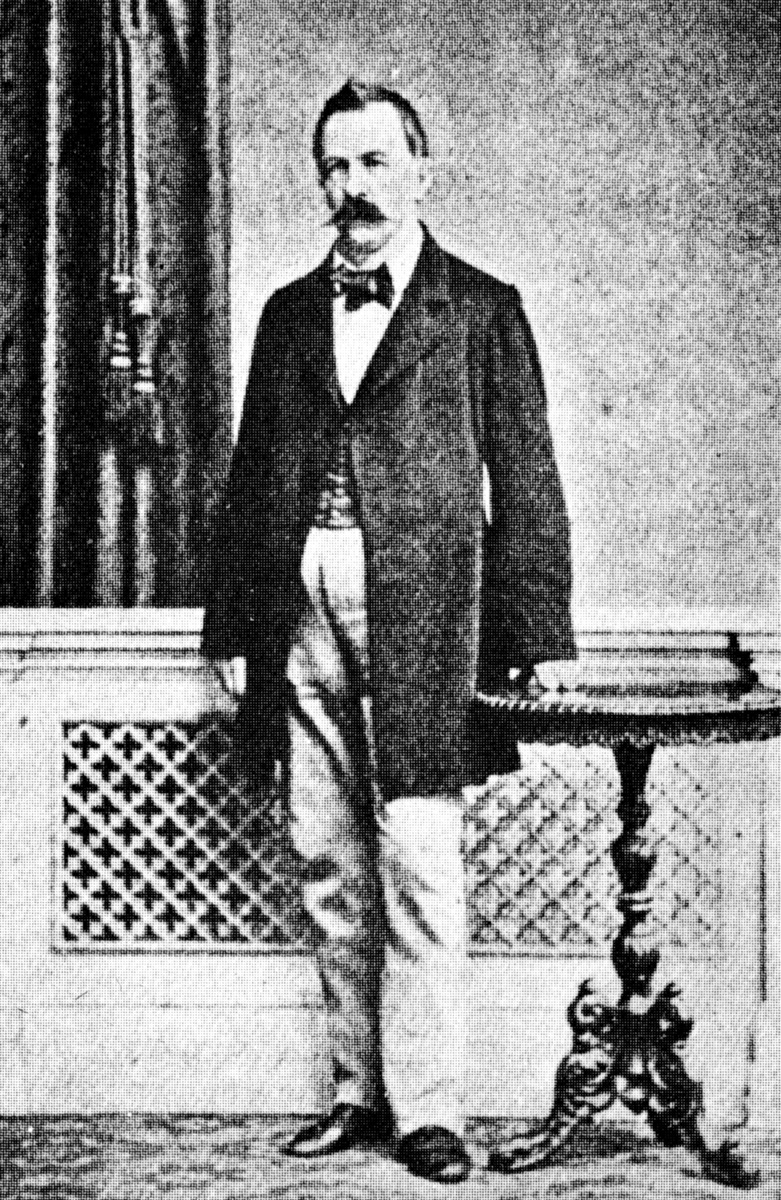
Hermann Loew

Friedrich Hermann Loew (* 19. Juli 1807 in Weißenfels; † 21. April 1879 in Halle (Saale)) war ein deutscher Gymnasiallehrer und Insektenforscher.

## Leben
Hermann Loew studierte an der Universität Halle und war Lehrer für Mathematik und Naturgeschichte am Friedrich-Wilhelms-Gymnasium in Posen und arbeitete später als Professor und Direktor der Realschule in Meseritz. 
Außerdem engagierte er sich politisch und gehörte vom 18. Juni 1848 bis zum 20. Mai 1849 der Frankfurter Nationalversammlung (in der auch sein Bruder Friedrich Loew vertreten war) und von 1874 bis 1876 dem Preußischen Abgeordnetenhaus an. 1868 gab er seinen Lehrerberuf auf, zog nach Guben und widmete sich der Entomologie. 1876 erlitt er einen Schlaganfall und war danach zunehmend gelähmt und außerdem nicht mehr zu geistiger Arbeit fähig.
Zu seinen wissenschaftlichen Leistungen zählen insbesondere seine Arbeiten über Fliegen (Insecta: Diptera). Er veröffentlichte zahlreiche wissenschaftliche Arbeiten von 1840 bis 1878 und beschrieb rund 4000 neue Arten.
Loew hat unter anderem zahlreiche Raubfliegen (Asilidae) erstmals beschrieben. Der größte Teil seiner Sammlung (meist Dipteren aus Europa) befindet sich heute im Museum für Naturkunde in Berlin. Sie wurde nach dem Tod von Loew durch den Preußischen Staat aufgekauft und umfasste nach dem damaligen Kurator Paul Stein rund 60.000 Exemplare von 7.500 Arten.
Er arbeitete eng mit Carl Robert Osten-Sacken über Dipteren Nordamerikas zusammen. Eine gemeinsame Sammlung ging an das Museum of Comparative Zoology in Harvard. In der Zusammenarbeit überließ Osten-Sacken die Erstbeschreibungen meist Loew und übersetzte dessen Schriften ins Englische.
Er war ab 1834 verheiratet. Die Ehe hielt bis zum Tod von Loew. Von seinen sieben Kindern überlebten ihn drei Söhne. Er liegt in Halle begraben.

## Schriften
- 1837: Dipterologische Notizen. In: Wiener Entomologische Monatsschrift. Band 1, S. 1–10, Wien 1837.
- 1840: Über die im Großherzogtum Posen aufgefundenen Zweiflügler [Reprint: Bemerkungen über die in der Posener Gegend einheimischen Arten mehrerer Zweiflügler-Gattungen. Posen, 1840, S. 1–40]. In: Isis. S. 512–584, Jena 1840.
- 1844: Beschreibung einiger neuer Gattungen der europäischen Dipterenfauna. In: Stettiner entomologische Zeitung. Band 5, S. 114–130, 154–173, 165–168, Szczecin (= Stettin) 1844.
- 1844: Dioctria hercyniae, eine neue Art. In: Stettiner entomologische Zeitung. Band 5, S. 381–382, Szczecin (= Stettin) 1844.
- 1847: Dipterologisches. In: Stettiner entomologische Zeitung. Band 8, S. 368–376, Szczecin (= Stettin) 1847.
- 1847: Über die europäischen Raubfliegen (Diptera, Asilica). In: Linnaea entomologica. Band 2, 1847, S. 384–568, 585–591.
- 1847: Nomina systematica generum dipterorum, tam viventium quam fossilium, secundum ordinem alphabeticum disposita, adjectis auctoribus, libris in quibus reperiuntur, anno editionis, etymologia et familiis ad quas pertinent. In: Agassiz: Nomenclator zoologicus. Solothurn 1847, Fasc. 9/10
- 1848: Ueber die europäischen Arten der Gattung Eumerus. In: Stettiner entomologische Zeitung. Band 9, S. 118–128, Szczecin (= Stettin) 1848.
- 1848: Ueber die europäischen Raubfliegen (Diptera, Asilica). In: Linnaea entomologica. Band 3, 1848, S. 386–495.
- 1849: Ueber die europäischen Raubfliegen (Diptera, Asilica). In: Linnaea entomologica. Band 4, 1849, S. 1–155.
- 1850: Ueber den Bernstein und die Bernsteinfauna. In: Programm K. Realschule zu Meseritz 1850. S. 1–4, 1–44, Berlin 1850.
- 1851: Bemerkungen über die Familie Asiliden. In: Programm K. Realschule zu Meseritz 1851. S. 1–22, Berlin 1851.
- 1851: Nachträge zu den europäischen Asiliden. In: Linnaea entomologica. Band 5, 1851, S. 407–416.
- 1852: Diagnosen der Dipteren von Peter's Reise in Mossambique. In: Bericht über die Verhandlungen der Königlichen Preussischen Akademie der Wissenschaften zu Berlin 1852. S. 658–661, Berlin 1852.
- 1853: Neue Beiträge zur Kenntnis der Dipteren. Erster Beitrag. In: Programm K. Realschule zu Meseritz 1853. S. 1–37, Berlin 1853.
- 1854: Neue Beiträge zur Kenntnis der Dipteren. Zweiter Beitrag. In: Programm K. Realschule zu Meseritz 1854. S. 1–24, Berlin 1854.
- 1855: Vier neue griechische Diptera. In: Stettiner entomologische Zeitung. Band 16, S. 39–41, Szczecin (= Stettin) 1855.
- 1856: Diptera. In: Rosenhauer: Die Thiere Anadalusien nach dem Resultate einer Reise zusammengestellt. Blaesing, Erlangen 1856.
- 1856: Neue Beiträge zur Kenntnis der Dipteren. Vierter Beitrag. In: Programm K. Realschule zu Meseritz 1856. S. 1–57, Berlin 1856.
- 1857: Dipterologische Mittheilungen. In: Wiener Entomologische Monatsschrift. Band 1, S. 33–56, S. 36–37, Wien 1857.
- 1857: Dipterologische Notizen. In: Wiener Entomologische Monatsschrift. Band 1, S. 1–10, Wien 1857.
- 1857: Dischistus multisetosus und Saropogon aberrans, zwei neue europäische Dipteren. In: Stettiner entomologische Zeitung. Band 18, S. 17–20, Szczecin (= Stettin) 1857.
- 1858: Bericht über die neueren Erscheinungen auf dem Gebiete der Dipterologie. In: Berliner entomologische Zeitschrift. Band 2, S. 325–349, Berlin 1858.
- 1858: Beschreibung einiger japanischer Dipteren. In: Wiener Entomologische Monatsschrift. Band 2, S. 100–112, Wien 1858.
- 1858: Bidrag till kännendomen om Afrikas Diptera. In: Öfvers. Svenska Vet. -Akad. Förhandl. Band 14(9), 1857, S. 337–383 (342–367).
- 1859: Bidrag till kännendomen om Afrikas Diptera. In: Öfvers. Svenska Vet. -Akad. Förhandl. Band 15, 1858, S. 335–341 (337–339).
- 1859: Ueber die europäischen Helomyzidae und die in Schlesien vorkommenden Arten derselben. In: Linnaea entomologica. Band 13, 1859, S. 3–80.
- 1860: Die Dipteren-Fauna Südafrikas. Erste Abtheilung. In: Abhandlungen des Naturwissenschaftlichen Vereins für Sachsen und Thüringen. Band 2, 1858–1861, S. 56–402, S. 128–244, Halle.
- 1860: Drei von Herrn Dr.Friedr.Stein in Dalmatien entdeckte Dipteren. In: Wiener Entomologische Monatsschrift. Band 4, S. 20–24, Wien 1860.
- 1861: Diptera aliquot in insula Cuba collecta. In: Wiener Entomologische Monatsschrift. Band 5, S. 33–43, Wien 1861.
- 1861: Die europäischen Arten der Gattung Stenopogon. In: Wiener Entomologische Monatsschrift. Band 5, S. 8–13, Wien 1861.
- 1862: Diptera Americae septentrionalis indigena. In: Berliner entomologische Zeitschrift. Band 6, S. 185–232, S. 188–193, Berlin 1862.
- 1862: Diptera In: Zweiflügler In: Wilhelm C. H. Peters: Reise nach Mossambique auf Befehl Sr Maj. des Königs Friedrich Wilhelm IV. in den Jahren 1842–1848 ausgeführt. 5. Insecten u. Amphibien. Reimer, Berlin 1862.
- 1862: Ueber einige bei Varna gefangene Dipteren. In: Wiener Entomologische Monatsschrift. Band 6, S. 161–175, Wien 1862.
- 1862: Ueber griechische Dipteren. In: Berliner entomologische Zeitschrift. Band 6, S. 69–89, Berlin 1862.
- 1863: Enumeratio dipterorum quae C.Tollin ex Africa merdionali (Orangestaat, Bloemfontein) misit. In: Wiener Entomologische Monatsschrift. Band 7, S. 9–16, Wien 1863.
- 1865: Ueber einige bei Kutais in Imeretien gefangene Dipteren. In: Berliner entomologische Zeitschrift. Band 9, S. 234–242, Berlin 1865.
- 1866: Diptera Americae septentrionalis indigena. In: Berliner entomologische Zeitschrift. Band 10, S. 1–54, S. 15–37, Berlin 1866.
- 1868: Cilicische Dipteren und einige mit ihnen concurrirende Arten. In: Berliner entomologische Zeitschrift. Band 12, S. 369–386, Berlin 1868.
- 1869: Beschreibungen europäischer Dipteren. Systematische Beschreibung der bekannten europäischen zweiflügligen Insecten von Johann Wilhelm Meigen. Band I. Halle 1869, S. 61–121.
- 1870: Diptera. In: L. von Heyden: Entomologische Reise nach dem südlichen Spanien der Sierra Guadarrama und Sierra Morena, Portugal und den Cantabrischen Gebirge mit Beschreibung der neuen Arten. Berlin 1870, S. 211–212.
- 1870: Lobioptera speciosa Meig. und decora nov.sp. In: Zeitschrift für die gesamte Naturwissenschaft. Band 35, S. 9–14, Braunschweig, Berlin-Dahlem 1870.
- 1870: Ueber die von Herrn Dr.G.Seidlitz in Spanien gesammelten Dipteren. In: Berliner entomologische Zeitschrift. Band 14, S. 137–144, Berlin 1870.
- 1871: Beschreibungen europäischer Dipteren. Systematische Beschreibung der bekannten europäischen zweiflügligen Insecten von Johann Wilhelm Meigen. Band II. Halle 1871, S. 70–196.
- 1872: Diptera Americae septentrionalis indigena. In: Berliner entomologische Zeitschrift. Band 16, S. 49–115, S. 62–74, Berlin 1872.
- 1873: Bemerkungen über die von Herrn F. Walker im 5. Bande des Entomologist beschriebenen ägyptischen und arabischen Dipteren. In: Zeitschrift für die gesamte Naturwissenschaft. Band 42, S. 105–109, Braunschweig, Berlin-Dahlem 1873.
- 1873: Beschreibungen europäischer Dipteren. Systematische Beschreibung der bekannten europäischen zweiflügligen Insecten von Johann Wilhelm Meigen. Band III. Halle 1873, S. 120–144.
- 1874: Diptera nova a Hug.Theod.Christopho collecta. In: Zeitschrift für die gesamte Naturwissenschaft. Band 43, Neue Folge Band 9, S. 413–420, Braunschweig, Berlin-Dahlem 1874.
- 1874: Neue nordamerikanische Dasypogonina. In: Berliner entomologische Zeitschrift. 18, S. 353–377, Berlin 1874.
- 1874: Ueber die Arten der Gattung Blepharotes Westw. In: Zeitschrift für die gesamte Naturwissenschaft. Band 10, 44, S. 71–75, Braunschweig, Berlin-Dahlem 1874.
- 1881: Stein: Die Löw’sche Dipteren-Sammlung. In: Stettiner Entomologische Zeitung. Band 42, S. 489–491, Szczecin (= Stettin) 1874.